# Lưu Duy Ninh
Alexei Klimovich Fedotov (tiếng Nga: Алексей Климович Федотов; sinh năm 1955), còn được biết đến với tên Lưu Duy Ninh (tiếng Trung: 刘维宁; bính âm: Liú Wéiníng), là một kỹ sư hàng không vũ trụ và doanh nhân người Nga. Ông là con trai của nhà hóa học hạt nhân Lưu Doãn Bân và là cháu nội của Chủ tịch nước Cộng hòa Nhân dân Trung Hoa Lưu Thiếu Kỳ.

## Đầu đời
Lưu Duy Ninh sinh năm 1955 tại Moskva, cha là Lưu Doãn Bân, còn được biết đến với tên tiếng Nga là 'Klim' (Клим), và vợ người Nga của ông là Mara Fedotova. Vào lúc sinh ra, cha của Duy Ninh là sinh viên tốt nghiệp ngành hóa học phóng xạ tại Đại học Quốc gia Moskva. Ông nội của ông là Chủ tịch nước Cộng hòa Nhân dân Trung Hoa Lưu Thiếu Kỳ.
Năm 1957, theo yêu cầu của Lưu Thiếu Kỳ, Lưu Doãn Bân trở về Trung Quốc để làm việc trong chương trình vũ khí hạt nhân của Trung Quốc. Sau cha mình, Duy Ninh cùng em gái và mẹ đến Trung Quốc vào năm 1959, đây là lần cuối hai cha con gặp nhau. Do căng thẳng giữa Trung Quốc và Liên Xô, Mara đã ly hôn với Doãn Bân và trở về Liên Xô cùng hai con.
Năm 1960, Duy Ninh gặp ông nội mình nhân dịp Lưu Thiếu Kỳ đến thăm Liên Xô, đây là lần duy nhất Duy Ninh đích thân gặp ông nội mình. Trong Đại Cách mạng Văn hóa, Lưu Thiếu Kỳ bị tố cáo là "tẩu tư phái" và "kẻ phản quốc" rồi bị cách chức, dẫn đến việc Lưu Doãn Bân bị lên án là "gián điệp" và "tẩu tư phái". Ông bị Hồng vệ binh tra tấn và tự sát vào ngày 21 tháng 11 năm 1967 trong khi Lưu Thiếu Kỳ qua đời vào ngày 12 tháng 11 năm 1969 do bị ngược đãi và tra tấn trong lúc giam giữ.

## Sự nghiệp
Trong lúc sống ở Liên Xô, Lưu Duy Ninh chưa bao giờ tiết lộ thân phận mình là cháu nội của Lưu Thiếu Kỳ. Ngoài ra, khi còn học trung học và tại nơi làm việc, ông cũng giữ kín thông tin này vì sợ bị KGB do thám khi quan hệ Trung-Xô dần xấu đi. Sau khi tốt nghiệp Đại học Hàng không Moskva, ông làm việc tại chương trình vũ trụ Liên Xô và Cơ quan Vũ trụ Liên bang Nga rồi trở thành kỹ sư cao cấp.
Năm 1998, theo yêu cầu của vợ Lưu Thiếu Kỳ là Vương Quang Mỹ, ông được Chính phủ Trung Quốc mời tham dự lễ kỷ niệm 100 năm ngày sinh của Lưu Thiếu Kỳ. Tuy nhiên, vì công việc của ông liên quan đến bí mật quân sự nên đơn xin phép đến Trung Quốc của ông bị khước từ. Vào thời điểm ông được phép đến Trung Quốc sau một thời gian dài chờ đợi chỉ thị từ chính quyền quân sự và Tổng cục An ninh Liên bang Nga, lễ kỷ niệm 100 năm ngày sinh của Lưu Thiếu Kỳ đã kết thúc.
Sau đó, Duy Ninh đệ đơn xin nghỉ hưu sớm nhưng cấp trên không chấp thuận. Ông sau đó kháng cáo lên tòa án và thắng kiện, rồi nghỉ hưu vào năm 1998. Vì công việc của ông liên quan đến bí mật nhà nước nên theo quy định, ông chỉ được ra nước ngoài 5 năm sau khi nghỉ hưu. Vào năm 2003, Duy Ninh lần đầu đến Trung Quốc và được họ hàng bên nội tiếp đón. Sau đó Duy Ninh đến thăm quê hương của ông nội tại thị trấn Hoa Minh Lâu ở Ninh Hương, Hồ Nam.
Kể từ đó, ông nhiều lần đến thăm Trung Quốc và vài năm sau, ông có được giấy phép cư trú lâu dài cho người nước ngoài và định cư tại quận Phiên Ngung, thành phố Quảng Châu. Hiện tại, ông điều hành một tổ chức phi thương mại ở Quảng Châu nhằm tạo điều kiện thuận lợi giao thương giữa Trung Quốc và Nga.

## Gia đình
Lưu Duy Ninh và vợ có một con trai và con gái. Con gái ông là phó chủ tịch Hiệp hội Doanh nhân Công nghiệp Nga-Châu Á và Hội đồng Doanh nghiệp Nga-Philippines.